# Pseudotaxiphyllum
Pseudotaxiphyllum là một chi rêu trong họ Plagiotheciaceae.